# Budavári Sikló

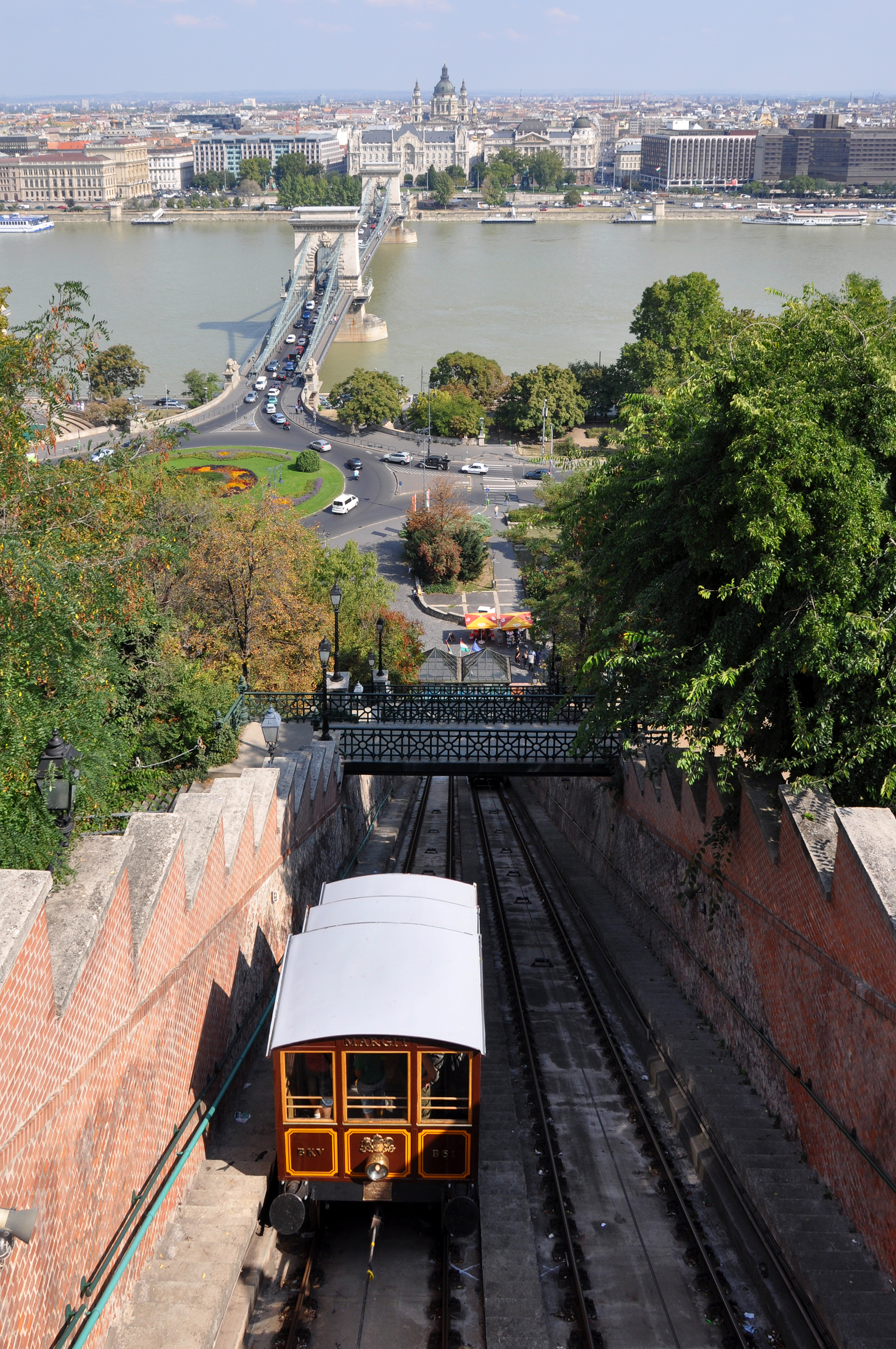
Il Budavári Sikló con il Ponte delle Catene sullo sfondo

Il Budavári Sikló è una funicolare di Budapest che collega il Ponte delle Catene (in corrispondenza di Clark Ádám tér) con il Castello di Buda.
La linea è stata inaugurata il 2 marzo 1870 ed è di proprietà comunale dal 1920. La funicolare è stata distrutta durante la seconda guerra mondiale e riaperta il 4 giugno 1986. Una caratteristica della linea sono le due passerelle pedonali che la attraversano e che erano presenti quando la linea venne aperta e che furono rimosse nel 1900, finché non vennero ripristinate nel 1983.
La linea, gestita dalla BKV, è in funzione ogni giorno dalle 08:00 alle 22:00 e la tariffa per il viaggio di andata e ritorno costa 4000 fiorini.